# Lipstick leszbikus

A lipstick leszbikus büszkeség zászlója

A lipstick leszbikus egy szlengszó, olyan 'nőies' homoszexuális nőt jelent, akit más nőies leszbikusok vonzanak. Élvezik a divatot, a virágokat, a parfümöt, a szép fehérneműket.

## Jellemzés
A lipstick szó rúzst jelent. A lipstick leszbikusok szívesen sminkelik magukat, a hajukat hosszúra növesztik, szívesen öltözködnek egészében véve nőiesen és a saját nemüket is a másik félben megtalált nőiességért szeretik.
Ha olyasvalakivel akarnék randevúzni, aki úgy néz ki mint egy férfi, keresnék egy férfit. Hol vannak a lipstick leszbikusok?
A meghatározást már az 1980-as években is használták San Franciscóban.  1982-ben Priscilla Rhoades újságíró a The Sentinelnek írt cikkének a következő címet adta: Lesbians for Lipstick. Az 1997-es Ellen (eredetileg These Friends of Mine) című tévéműsorban a címszereplő karakter azzal kommentálta a lipstick leszbikusságra vonatkozó kérdést, hogy ő maga inkább egy chapstick leszbikus. A chapstick (a szó jelentése ajakápoló balzsam, vagy szőlőzsír) leszbikusokat gyakran soft butch-nak (puha butch) is nevezik, ők kevésbé nőiesek mint a lipstickek.
1999-ben Mark Steyn, kanadai újságíró, film és zenekritikus a világ leghíresebb lipstick leszbikusának nevezte Anne Heche amerikai színésznőt, rendezőt és forgatókönyvírót.
A lipstick leszbikusok problémái közé tartozik, hogy nem néznek ki úgy mint a köztudatban élő leszbikus, ezért nehezen ismerkednek más leszbikusokkal – nem ismerik fel egymást. Bizonyítaniuk kell a nemi orientációjukat, hogy valójában nem kíváncsi heteroszexuálisok, esetleg feltételezik róluk, hogy amennyiben valóban a nőkhöz vonzódnak nem merik azt felvállalni. A Femme magazin szerint, míg a femme-ek nyíltan vállalják az életvitelüket addig a lipstickek nem bújnak elő. ("While femmes can pass as straight, most are really adamant about being known to be queer, while lipstick lesbians are often in the closet") Néhány leszbikus azt állítja, hogy a lipstickek a patriarchális társadalmi normáknak hódolva viselkednek nőiesen, vagy egyszerűen a nagyobb társadalmi toleranciáért.
Az érintettek azonban hangsúlyozzák, hogy személyiségüktől függően tisztában vannak magukkal, hogy a nőies feminista nem oximoron, de redundancia, és a külsejük igényességével nem a szellemük sekélyességét mutatják meg, hanem egy körültekintő gondosságot maguk- és mindazok felé akik csak rájuk néznek. Általában kedvelik a jurit, és a cheerleadinget.

## Filmekben
A meghatározó amerikai filmekben a leszbikusokat gyakran ábrázolják lipstick-ként, mert sztereotípiáikat könnyebb politikailag korrekt módon bemutatni és vonzóak maradjanak a heteroszexuális férfi nézők számára is.
- The L Word című televíziós sorozat szereplőnői.[3]
- A legtöbb pornófilm leszbikus karaktere hasonlóan nőies megjelenésű.

## Külső hivatkozások
- Belladonna„The Lipstick Lesbian Page”
- Leszbi sémák; Te melyik típusba tartozol?